# Manhagen
Manhagen ist eine Gemeinde im Kreis Ostholstein in Schleswig-Holstein.

## Geografie

### Lage
Die Gemeinde Manhagen liegt in der Landschaft des Naturraums Ostholsteinisches Hügel- und Seenland (Haupteinheit Nr. 702) etwa 4 km südlich von Lensahn, 6 km nördlich von Grömitz und 10 km nordöstlich von Neustadt in Holstein.

### Ortsteile
Innerhalb der Gemeinde bestehen siedlungsgeografisch die Dörfer Bökenberg, Manhagen und Manhagenerfelde, das Gut Sievershagen sowie die Häusergruppe Schwienhagen.
Manhagen Hof und Manhagen Hütte liegen ebenfalls im Gemeindegebiet.

### Nachbargemeinden
Direkt an Manhagen grenzen die Gemeindegebiete von:
|             | Lensahn                                     | Kabelhorst |
| Beschendorf | Kompassrose, die auf Nachbargemeinden zeigt |            |
| Schashagen  |                                             | Grömitz    |

## Politik

### Gemeindevertretung
Die Wahl 2023 ergab folgendes Ergebnis:
| Gemeindewahl Manhagen 2023 %6050403020100 58,9 %41,1 %n. k. % CDUBfMSPDGewinne und Verlusteim Vergleich zu 2018 %p 25 20 15 10 5 0 −5−10−15−20−25−30+21,6 %p+7,4 %p−29,0 %pCDUBfMSPD | Sitzverteilung in der Gemeindevertretung Manhagen seit 2023Insgesamt 9 Sitze - BfM: 4 - CDU: 5 |

### Wappen
Blasonierung: „Unter goldenem Schildhaupt, darin fünf fünfstrahlige blaue Sterne, der mittlere größer, in Rot eine schräglinks gestellte goldene Damwildschaufel, begleitet von zwei schräglinks gestellten silbernen Buchenblättern.“

## Wirtschaft und Verkehr
Die Gemeinde ist vorwiegend durch Wohnnutzung geprägt. Die nahe gelegene Autobahnanschlussstelle Lensahn an der A1/E47 ist für Pendler in die umliegenden Wirtschaftszentren Lübeck und Fehmarn wichtig.

## Persönlichkeiten
- Antje Middeldorf Kosegarten (1931–2022), Kunsthistorikerin, wurde in Manhagen geboren
- Eckard H. Graage (* 1954), CDU-Politiker, wurde in Manhagen geboren